# Françoise Giret
Denise Alice Giret dite Françoise Giret, née le 4 juillet 1929 dans le 13e arrondissement de Paris et morte le 13 août 2003 dans le 18e arrondissement de Paris, est une actrice française.

## Biographie
Elle est l'héroïne au cinéma de deux films de Claude Bernard-Aubert, restés confidentiels.
Elle tourne avec Bernard Borderie, Georges Lautner, Marcel Carné, Paul Vecchiali, Roger Coggio, Christian de Chalonge…
Beaucoup de théâtre et de télévision : Lagardère, Les Cinq Dernières Minutes, Le Petit Monde de Marie-Plaisance, Les Rois maudits…
Elle a été mariée au comédien belge Pierre Michael, avec qui elle partagea l'affiche de Fortune (1969). Ils ont eu un enfant prénommé François.

## Filmographie

### Cinéma
- 1960 : Les lâches vivent d'espoir de Claude Bernard-Aubert
- 1961 : Les Parisiennes de Jacques Poitrenaud, dans le sketch : Ella
- 1962 : A fleur de peau de Claude Bernard-Aubert : Françoise
- 1962 : La Belle Vie de Robert Enrico
- 1962 : Le Septième Juré de Georges Lautner : Catherine Nortier
- 1963 : Hardi ! Pardaillan de Bernard Borderie
- 1964 : Les Barbouzes de Georges Lautner : Madame Pauline, la sous-maîtresse.
- 1970 : Le Cri du cormoran le soir au-dessus des jonques de Michel Audiard
- 1970 : Les Assassins de l'ordre de Marcel Carné
- 1971 : Le Cœur renversé, moyen métrage de Maurice Frydland
- 1972 : Les Caïds de Robert Enrico
- 1975 : Les Noces de porcelaine de Roger Coggio : Cécile
- 1975 : Change pas de main de Paul Vecchiali
- 1975 : La Traque de Serge Leroy
- 1976 : Sartre par lui-même, documentaire d'Alexandre Astruc (uniquement la voix)
- 1978 : L'Argent des autres de Christian de Chalonge
- 1999 : Le Défilé des toiles, moyen métrage de Gilles Brenta et Claude François (uniquement le commentaire).

### Télévision
- 1962 : Font-aux-cabres, téléfilm de Jean Kerchbron d'après la fresque dramatique de Félix Lope de Vega : Pascale
- 1962 : L'inspecteur Leclerc enquête, série de Vicky Ivernel, épisode : "Black out"
- 1962 : L'inspecteur Leclerc enquête, série de Yannick Andreï, épisode : "Un mort sans portefeuille"
- 1963 : L'inspecteur Leclerc enquête, série de Robert Vernay, épisode : "La mariée"
- 1965 : Le train bleu s'arrête 13 fois, série en 13 épisodes de Mick Roussel (épisode 2 : "Dijon : premier courrier")
- 1965 : Droit d'asile, téléfilm de René Lucot d'après la farce-comédie d'André Thalassis : Giacomina
- 1967 : Le Jeu de l'amour et du hasard de Marivaux, réalisation Marcel Bluwal
- 1967 : Lagardère, série en 6 épisodes de Jean-Pierre Decourt : Jacinta la Basquaise
- 1967 : Les Cinq Dernières Minutes, série de Claude Loursais : Finir en beauté
- 1967 : Les Cinq Dernières Minutes, série de Jean-Pierre Decourt, épisode Voies de faits
- 1963 : Le chevalier de Maison Rouge, série franco-italienne en 4 épisodes de Claude Barma : Arthémise
- 1969 : Fortune, série en 13 épisodes d'Henri Colpi : Anna Sutter
- 1971 : Les Enquêtes du commissaire Maigret, série de Claude Barma, épisode : Maigret en vacances : Olga
- 1971 : Les Nouvelles Aventures de Vidocq, épisode Les Chevaliers de la nuit de Marcel Bluwal
- 1971 : Aux frontières du possible, série franco-allemande de 13 épisodes en 2 saisons de Victor Vicas : Olga Vertaut (épisode 5 : "L'Homme-radar")
- 1972 : Les Chemins de fer de Daniel Georgeot
- 1972 : Les Rois maudits, série en 6 épisodes de Claude Barma : Jeanne de Valois, comtesse de Beaumont
- 1973 : Ton amour et ma jeunesse d'Alain Dhenault Jeanne Levet
- 1973 : Le Drakkar, téléfilm de Jacques Pierre
- 1974 : Puzzle, téléfilm d'André Michel : Régine
- 1977 : Recherche dans l'intérêt des familles de Philippe Arnal
- 1996 : L'Orange de Noël, téléfilm de Jean-Louis Lorenzi.

## Théâtre
- 1961 : Monsieur chasse ! de Georges Feydeau, mise en scène Georges Vitaly, théâtre La Bruyère
- 1962 : Des souris et des hommes de John Steinbeck, mise en scène Marc Cassot, Comédie des Champs-Élysées
- 1962 : La Queue du diable d'Yves Jamiaque, mise en scène Georges Vitaly, théâtre La Bruyère
- 1967 : Le Duel d'Anton Tchekov, mise en scène André Barsacq, théâtre de l'Atelier
- 1967 : Au théâtre ce soir : Au petit bonheur, pièce de Marc-Gilbert Sauvajon, mise en scène Alfred Pasquali, réalisation Pierre Sabbagh, théâtre Marigny
- 1975 : Dieu le veut de Jean-Michel Ribes, mise en scène de l'auteur, Festival d'Avignon
- 1973 : Qu'est-ce-qui frappe ici si tôt ? de Philippe Madral, mise en scène Philippe Adrien, Festival d'Avignon
- 1973 : L'Excès d'après Georges Bataille, mise en scène Philippe Adrien, théâtre national de l'Odéon
- 1974 : L'Excès d'après Georges Bataille, mise en scène Philippe Adrien, théâtre de l'Atelier
- 1974 : Au théâtre ce soir : Le Procès de Mary Dugan, pièce de Bayard Veiller, mise en scène André Villiers, réalisation Georges Folgoas, théâtre Marigny
- 1975 : L'Excès d'après Georges Bataille, mise en scène Philippe Adrien, théâtre de Nice
- 1975 : L'Œil de la tête d'après Marquis de Sade, mise en scène Philippe Adrien et Jean-Claude Fall, Festival d'automne à Paris théâtre Récamier
- 1977 : Au théâtre ce soir : Plainte contre inconnu, pièce de Georges Neveux, mise en scène Raymond Gérôme, réalisation Pierre Sabbagh, Théâtre Marigny
- 1982 : La Mission d'Heiner Müller, mise en scène Philippe Adrien, théâtre des Quartiers d'Ivry
- 1982 : L'Oiseau vert de Carlo Gozzi, mise en scène Benno Besson, Comédie de Genève
- 1983 : L'Oiseau vert de Carlo Gozzi, mise en scène Benno Besson, théâtre de l'Est parisien, théâtre national de Strasbourg
- 1986 : Le Médecin malgré lui de Molière, mise en scène Benno Besson,   Comédie de Genève